# Winchester Modelo 70
El Winchester Modelo 70 es un fusil de cerrojo de alimentación controlada, de caza mayor, considerado un ícono de la cultura cinegética estadounidense y muy apreciado por en internacionalmente, desde su introducción en 1936, ganándose el epíteto de «The Rifleman's Rifle». Su cerrojo y cajón de mecanismos se basan en el diseño del Mauser 98 y del Springfield, y la evolución del anterior Winchester Modelo 54.  
El Modelo 70 fue originalmente fabricado por la Winchester Repeating Arms Company entre 1936 y 1980. Desde inicios de la década de 1980 y hasta 2006, los fusiles Winchester fueron fabricados por la U.S Repeating Arms según un acuerdo con la Olin Corporation, que le permitía a la USRA emplear el nombre y el logo Winchester. Los fusiles Modelo 70 fueron construidos en New Haven, Connecticut desde 1936 hasta 2006, cuando la producción cesó. En el otoño de 2007, se empezaron a fabricar nuevamente los fusiles Modelo 70 en Columbia, Carolina del Sur y actualmente son producidos en Portugal por FN Herstal.  

## El Modelo 70
En 1936, la Winchester introduce el fusil de cerrojo Modelo 70 al mercado estadounidense. El Modelo 70 estaba basado principalmente en el Modelo 54 y hasta el día de hoy es muy apreciado por los tiradores, siendo llamado frecuentemente "El fusil del fusilero". En 1999, la revista Shooting Times llamó al Modelo 70 "El fusil de cerrojo del siglo".
A través de su producción, el Modelo 70 fue recamarado en diversos modelos y acabados. Entre los cartuchos empleados por el Modelo 70 figuran: el .22 Hornet, .222 Remington, .223 Remington, .22-250 Remington, .223 WSSM, .225 Winchester, .220 Swift, .243 Winchester, .243 WSSM, .250-3000 Savage, .25-06 Remington, .25 WSSM, .257 Roberts, 6.5x55mm SE, .264 Winchester Magnum, .270 Winchester, .270 WSM, 7 mm Mauser, 7mm-08 Remington, 7 mm Remington Magnum, 7mm WSM, .300 Savage, .30-06 Springfield, .308 Winchester, .300 H&H Magnum, el .300 Winchester Magnum, .300 WSM, .300 RUM, .325 WSM, .338 Winchester Magnum, .35 Remington, .358 Winchester, .375 H&H Magnum y el .458 Winchester Magnum.

## Historia y desarrollo

### El Modelo 70 desde 1936 hasta 1963
Los fusiles Modelo 70 pre-64 fueron fabricados desde 1936 hasta 1963, teniendo lugar después importantes cambios en el diseño y fabricación de los fusiles. Los modelos 70 pre-64 tienen un precio más alto debido a que son percibidos como mejores armas por el público, ya que tienen varias características (control de alimentación tipo Mauser, palanca del control de alimentación cuadrillada) que la versión post-64 no tiene. Los fusiles Winchester Modelo 70 pre-64 pueden identificarse por su número de serie y la presencia de un tornillo en el guardamano, para fijar el cañón a este. Los fusiles Modelo 70 con números de serie por debajo de 700000 son de la variedad pre-64.

#### Acción del Modelo 70 Pre-64 (Alimentación controlada)
EL Modelo 70 original se ganó rápidamente una excelente reputación entre los cazadores estadounidenses. Tenía un cerrojo de gran calidad y considerable resistencia, con dos tetones de acerrojado delanteros y una uña extractora tipo Mauser. El beneficio clave del extractor tipo Mauser en comparación con versiones posteriores es que atrapa la pestaña del cartucho mientras este es elevado desde el depósito y controla su trayecto hacia la recámara del fusil. Este tipo de alimentación es llamado "alimentación de cartuchos controlada" y es preferida por muchos cazadores, especialmente aquellos que cazan piezas peligrosas. El eyector era de tipo hoja y similar al del Mauser 98, pero era considerado superior al no necesitar una acanaladura en el tetón de acerrojado izquierdo como en el fusil Mauser; en su lugar hay una acanaladura en la cara del cerrojo, debajo del tetón de acerrojado, por lo que ambos tetones delanteros son macizos y más resistentes. El principal beneficio del eyector tipo hoja es su simplicidad y fiabilidad (siendo considerado menos susceptible al ingreso de tierra y polvo) en comparación con el pin eyector de la cara del cerrojo accionado por un muelle helicoidal de los modelos 70 post-64.
Otras características importantes de esta acción incluye un seguro tipo aleta con tres posiciones (mantenido durante la producción del Modelo 70), un sistema de recámara cónica que previene el daño a la punta de las balas al cargar un cartucho desde el depósito, guardamontes y trampilla del depósito de acero mecanizado, cerrojo hecho de una pieza y un gatillo con presión y recorrido ajustables.

### El Modelo 70 desde 1964 hasta 1991
Al competir con el Remington Modelo 700, se decidió que debían hacerse cambios para hacer frente al aumento del costo laboral. Por lo tanto, en 1964 la Winchester hizo varios cambios en el diseño del Modelo 70. Pocos o ninguno de estos cambios fueron populares entre los usuarios civiles o el Ejército estadounidense. Los cambios incluían el reemplazo de la alimentación controlada, un cambio en la forma básica de la culata y el empleo de cuadrillado estampado en lugar de cuadrillado cortado.
Jack O'Connor, un promotor del Modelo 70, escribió sobre la versión post-64 que "...Fui informado por ejecutivos de la Winchester que el Modelo 70 estaba siendo rediseñado. Les dije que me alegraba saber esto, para comprar cuatro o cinco fusiles más antes que su calidad se reduzca. Entonces vi el prototipo del 'Nuevo Modelo 70'. A primera vista me dio lástima. La acción fue simplificada, mientras que el guardamonte y la trampilla del depósito están hechos con chapa de acero estampada". A pesar de su reacción inicial, O'Connor dijo a regañadientes que "Actualmente el Modelo 70 post-1964 no es un mal fusil, a pesar del hecho que los tiradores no lo aprecien de la misma forma que a su predecesor. Tiene una acción más fuerte que el pre-1964. La cabeza del cerrojo rodea el culote del cartucho. Su extractor es un pequeño gancho, el cual es adecuado. Con este tipo de extractor el cartucho no está seguramente controlado como con el extractor tipo Mauser. Sin embargo, el nuevo modelo pocas veces tiene problemas con la alimentación".

#### Acción del Modelo 70 Post-64 (Alimentación mediante empuje)
Para reducir los costos de producción en vista del aumento del costo laboral, los fusiles fabricados desde 1964 hasta 1992 se diferencian de los primeros fusiles Modelo 70 por las siguientes características:
- El cerrojo fue modificado significativamente. La cara del cerrojo fue cerrada para poder rodear completamente el culote del cartucho, de manera similar al cerrojo del Remington 700. Siendo más barato de producir que el cerrojo con acanaladura en su cara de los fusiles con alimentación controlada, además de ser más resistente, provee más apoyo al culote del cartucho y contiene mejor los gases en caso de rotura del casquillo. El nuevo cerrojo se diferenciaba del anterior por el hecho de ser fabricado a partir de 3 piezas (la cabeza, el cuerpo y la manija) fusionadas. El fusionado está tan bien hecho, que es muy difícil ver las junturas. Su resistencia no está comprometida debido a su construcción de tres piezas.

- La uña extractora tipo Mauser (incompatible con un cerrojo de cabeza cerrada) fue reemplazada con un pequeño extractor tipo cuña que no engancha la pestaña del cartucho cuando este es elevado desde el depósito a la recámara, sino que empuja el cartucho hacia la recámara. Como la manija del cerrojo queda hacia abajo al cerrarse este, el nuevo extractor se sitúa sobre la pestaña del cartucho. El nuevo extractor es perfectamente fiable, aunque se agarra menos a la pestaña del cartucho y no es tan elegante como la uña extractora tipo Mauser.

- Se introdujeron cañones forjados por impacto.

- El guardamonte y la trampilla del depósito hechos en acero mecanizado fueron reemplazados con piezas de aleación de aluminio para reducir el peso, tomadas de la versión Featherweight pre-1964.

- Algunos modelos tenían culatas y guardamanos de nogal con cuadrillados estampados en la madera en lugar de ser cortados como en los primeros fusiles Modelo 70, reduciendo aún más los costos de producción.

La nueva acción fue severamente criticada por los tiradores por su menor control y su supuesta falta de fiabilidad, haciendo que los fusiles con acción original sean mucho más costosos y buscados. En realidad, varios de los cambios pueden ser considerados como mejoras, aumentando la resistencia de la acción. Cualquier fusil Modelo 70 post-64 que no es llamado "Clásico", es muy probable que tenga la acción post-64. Para un empleo normal, la acción no es menos fiable a pesar de su diseño, aunque su construcción simplificada es menos elegante. Esta acción fue mejorada con el paso del tiempo y ahora generalmente está a la par con la acción con alimentación controlada. Ya que el cerrojo no agarra el cartucho hasta que su manija sea bajada, el sistema post-64 es supuestamente más susceptible a bloquearse o a cerrarse con la recámara vacía (no cargar un nuevo cartucho) si es accionado con fuerza, especialmente si el fusil está de cabeza o inclinado. En términos de diseño (cabeza del cerrojo cerrada, pin eyector, cerrojo de 3 piezas fusionadas) es muy similar al del Remington Modelo 700, que es empleado a nivel mundial y se le considera muy fiable. Considerando todos los detalles, en situaciones normales no hay mucho que elegir entre ambas acciones, excepto gustos personales. 

### El Modelo 70 de 1968
En 1968 se hicieron otras revisiones al Modelo 70, en parte como respuesta a las dudas de los usuarios. Se introdujo una característica "anti-bloqueo" para que la acción sea más suave de usar, que consistía en un entalle en el alargado tetón de acerrojado derecho, el cual encajaba en un resalte del lado derecho del cajón de mecanismos. Esto hizo que la acción sea mucho más suave y ha sido mantenido hasta ahora. Se introdujeron una trampilla de acero (aunque se conservó el guardamonte de aleación de aluminio) y una teja elevadora de acero inoxidable, revocando parcialmente los cambios introducidos en el modelo de 1964.

### El Modelo 70 desde 1992 hasta 2006
Desde 1992, la Winchester reintrodujo varias características de los fusiles pre-64, mientas que continuó fabricando variantes menos costosas. El Modelo 70 Post-92 es una amplia serie de fusiles que tiene casi todas las características de la serie original, pero con algunas actualizaciones, tales como la acción con "Alimentación mediante empuje controlado" y culatas de material sintético. La popular variante Shadow tiene una culata de resina negra, que reduce significativamente el precio del arma y resiste mejor el paso del tiempo que una de madera. Algunos fusiles modernos también emplean culatas McMillan o Bell and Carlson de fibra de vidrio, aunque estos tienden a ser caros. Unos cuantos modelos tienen un soporte de aluminio de una sola pieza para aumentar su precisión, mientras que otros tienen cañones con estrías para reducir su peso y proveer un mejor enfriamiento de este. Unos pocos modelos emplean cañones de fibra de carbono para reducir aún más su peso y disipar el calor más rápidamente. Esta serie todavía emplea culatas de nogal con acabado satinado, a las cuales se les agrega culadas de nogal laminado para aumentar la estabilidad en condiciones sumamente húmedas o secas. El Modelo 70 es ofertado en todos los calibres anteriores al igual que el original, a los cuales se le han aunado nuevos cartuchos, como el Winchester Short Magnum (WSM) y el Winchester Super Short Magnum (WSSM), que tienen cargas propulsoras Magnum, pero tienen casquillos más cortos y más anchos, por lo que toma menos tiempo eyectarlos y emplean menos pólvora. Sin embargo, estos cartuchos Magnum cortos reducen la capacidad del depósito y la fiabilidad de la alimentación debido a su mayor anchura y pestaña reducida. 

#### Modelo 70 Clásico
En 1992, Winchester empezó a producir un fusil Modelo 70 con alimentación controlada que fue publicitado como el modelo "Clásico". Esta versión reintrodujo la alimentación controlada, al mismo tiempo que conservó el tetón de acerrojado con resalte-guía "anti-bloqueo" del modelo con alimentación mediante empuje de 1968. El empleo de modernas técnicas de fabricación CNC permitió a la Winchester reintroducir la característica de alimentación controlada a un precio competitivo. 
Hacia esta fecha, Browning, que es propiedad de la misma empresa que USRAC, Giat Corp de Francia, introdujo el sistema de precisión BOSS. Este es un acrónimo de Ballistic Optimising Shooting System (Sistema de Optimización Balística del Disparo, en inglés). El aparato se acopla a la boca del cañón y permite que la reacción natural (corrientemente llamada latigazo del cañón) producida durante el trayecto de la bala a través de su ánima, sea refinada y controlada. Al ajustar el aparato para un óptimo desempeño en un fusil cualquiera, su precisión se eleva grandemente. Los fusiles Modelo 70 equipados con el BOSS tiene una significativa mejora en su precisión respecto a un fusil producido en serie. Actualmente, solamente los fusiles Browning están disponibles con el BOSS.
Más tarde, Winchester expandió la línea Clásico, montando la acción Clásico en todas sus culatas modernas y ofreciendo una amplia gama de opciones en modelos de fusil. Esto básicamente deja al comprador elegir la acción, para luego escoger una culata a su gusto. Tanto las versiones pre-64 como las post-64 de las acciones del Modelo 70 tienen sus ventajas y desventajas.

##### Modelo Clásico de 1992 (Alimentación controlada y mediante empuje controlado)
Al mismo tiempo que se reintroducía la alimentación controlada, una innovación reciente permitió que el corto extractor empleado en los cerrojos de los modelos post-64 se sobreponga encima de la hendidura de extracción del cartucho, ofreciendo una alimentación controlada sin el costo del extractor largo tipo Mauser. Este tipo de alimentación fue llamado "Alimentación controlada mediante empuje". Se obtuvo al emplear el extractor post-64, combinado con la cabeza del cerrojo pre-64 cortada debajo y permitiendo que el cartucho sea captado por esta desde abajo.

## Empleo policial
Los fusiles Winchester Modelo 70 han sido publicitados bajo la marca Fabrique Nationale como fusiles de francotirador para fuerzas armadas y agencias policiales, siendo conocidos como el Fusil Policial Especial (SPR; Special Police Rifle, en inglés) y Fusil de Cerrojo de Patrulla (PBR; Patrol Bolt Rifle, en inglés).
El FN SPR tiene el cerrojo, cajón de mecanismos y depósito estándares del Winchester Modelo 70, pero está equipado con un cañón más pesado y una culata táctica McMillan.
El FN PBR tiene las características estándar del fusil Winchester Modelo 70 original, pero ha sido diseñado para ser empleado desde automóviles por oficiales de policía, teniendo un cañón corto y compacto que le permite ser almacenado en un automóvil policial. El FN PBR también es vendido con un freno de boca en su cañón.

## Empleo militar
El Cuerpo de Marines de los Estados Unidos suministró un reducido número de fusiles Winchester Modelo 70 pre-64 durante la guerra de Corea, para ser empleados como fusiles de francotirador. Durante los primeros años de la guerra de Vietnam, los modelos 70 nuevamente fueron la principal elección como fusiles de francotirador para los Marines, hasta que fueron reemplazados por los fusiles Remington 700 a mediados de la década de 1960. El Remington 700 fue la base del fusil de francotirador M40, que es el actual fusil de francotirador de los Marines.
Una de las razones por la cual los Marines reemplazaron sus fusiles Winchester Modelo 70 fue que los modelos post-64 del Modelo 70 no cumplían los requisitos de los Marines.[cita requerida] A pesar de la introducción del fusil Remington 700, el Winchester Modelo 70 pre-64 todavía fue empleado por los equipos observador/francotirador de los Marines durante la guerra de Vietnam junto al Remington 700. Se observó que las culatas de madera originales se deformaban en ambos fusiles tras unos pocos años de servicio, por lo cual fueron reemplazadas con culatas de fibra de vidrio para remediar el problema.[cita requerida] A los fusiles Modelo 70 que todavía están en servicio, sus culatas fueron reemplazadas con culatas McMillan de fibra de vidrio, como la de la variante Custom Extreme Weather.[cita requerida]
Uno de los más conocidos francotiradores de los Marines que empleó el Winchester Modelo 70 durante la guerra de Vietnam fue el Sargento Artillero Carlos Hathcock, que usaba un fusil de francotirador Winchester Modelo 70 calibre 7,62 mm.

## Una nueva era
El 31 de marzo de 2006, la U.S. Repeating Arms cerró la fábrica de New Haven, Connecticut, donde se fabricaron los fusiles y escopetas Winchester por 140 años. Esto dio como resultado el cese temporal de la producción del fusil Winchester Modelo 70 y la escopeta de corredera Winchester Modelo 1300, así como el cese de la producción del fusil de palanca Winchester Modelo 1894. Sin embargo, otros modelos Winchester todavía son producidos en otras regiones, como Asia y Europa.
El 15 de agosto de 2006, Olin Corporation, propietaria de las marcas registradas Winchester, anunció que se incorporó a un nuevo acuerdo de licencia con Browning para producir fusiles marca Winchester, aunque no en la fábrica cerrada de New Haven. Browning, con sede en Morgan, Utah, y el anterior licenciado, U.S. Repeating Arms Company, son subsidiarios de FN Herstal. 
En octubre de 2007, FN Herstal anunció que produciría fusiles Winchester Modelo 70 pre-64 en su fábrica de Columbia, Carolina del Sur, donde hoy fabrica la ametralladora M240, la ametralladora M249 SAW y el fusil M16 para las Fuerzas Armadas estadounidenses, al igual que el Fusil Policial Especial y el Fusil de Cerrojo de Patrulla, los cuales son de hecho variantes del Modelo 70 pre-64.
Para marzo de 2008, Olin todavía es dueña del nombre Winchester y los nuevos fusiles Winchester Modelo 70 ahora son fabricados en Columbia, Carolina del Sur. Respecto al Fusil Policial Especial y el Fusil de Cerrojo de Patrulla, parece que la producción de estas dos armas continua en las fábricas estadounidenses de la Fabrique Nationale a pesar del cierre de la fábrica Winchester de New Haven y el cese de la producción del Winchester Modelo 70 allí.

## Usuarios
- Australia
- Canadá
- Estados Unidos
- Filipinas
- Japón
- México
- Nueva Zelanda